# Jesse Macy

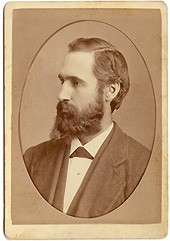

Jesse Macy (* 21. Juni 1842 in  Henry County, Indiana; † 2. November 1919 in Grinnell, Iowa) war ein US-amerikanischer Jurist, Politikwissenschaftler der als Professor am Grinnell College lehrte und 1915/16 als Präsident der American Political Science Association (APSA) amtierte.
Der in einer Quäker-Familie aufgewachsene Macy begann 1859 sein Studium am Iowa Collge, das später als Grinnell College bezeichnet wurde. Als der Amerikanische Bürgerkrieg ausbrach, meldete er sich freiwillig zum Spitaldienst und war bei Shermans Marsch zum Meer dabei. Nach Ende des Kriegs setzte er sein Studium fort. Von 1885 bis zu seiner Pensionierung 1912 war er Professor am Grinnell College. 2008 wurde ihm zu Ehren auf dem dortigen Campus das Macy House eröffnet.

## Schriften (Auswahl)
- Jesse Macy. An autobiography. Zusammengestellt und herausgegeben von seiner Tochter Katharine Macy Noyes, C.C. Thomas, Springfield 1933.
- The anti-slavery crusade. A chronicle of the gathering storm. Yale University Press, New Haven 1919.
- Political parties in the United States, 1846–1861. The Macmillan Company, New York/London 1900.
- The English constitution. A commentary on its nature and growth. The Macmillan Company, New York/London 1897.
- Our government. How it grew, what it does, and how it does it. Ginn and Company, Boston 1886.